# Hogna hibernalis
Hogna hibernalis är en spindelart som först beskrevs av Embrik Strand 1906.  Hogna hibernalis ingår i släktet Hogna och familjen vargspindlar.
Artens utbredningsområde är Etiopien. Inga underarter finns listade i Catalogue of Life.